# Tablette d'Idalion

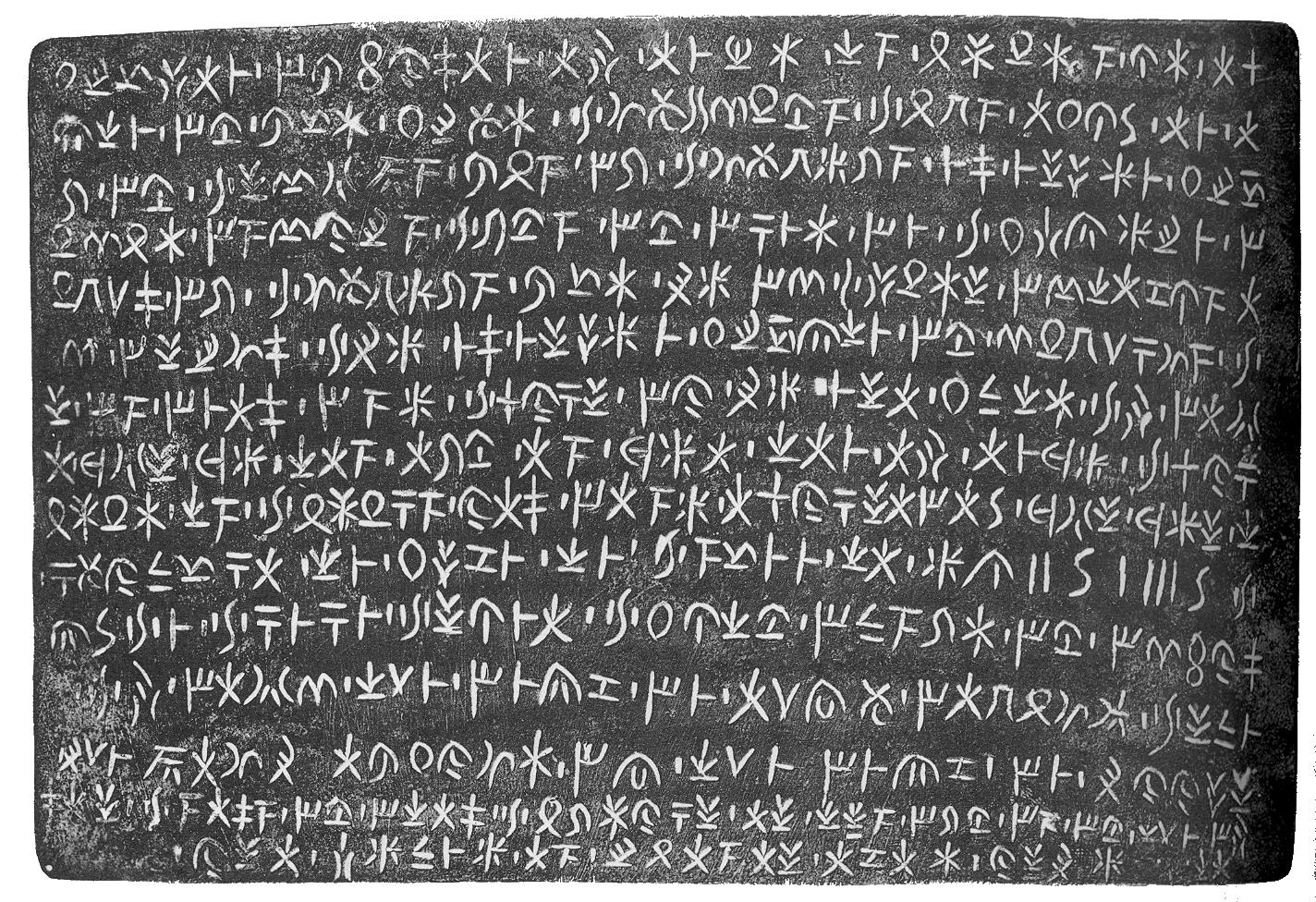
La tablette d'Idalion, verso

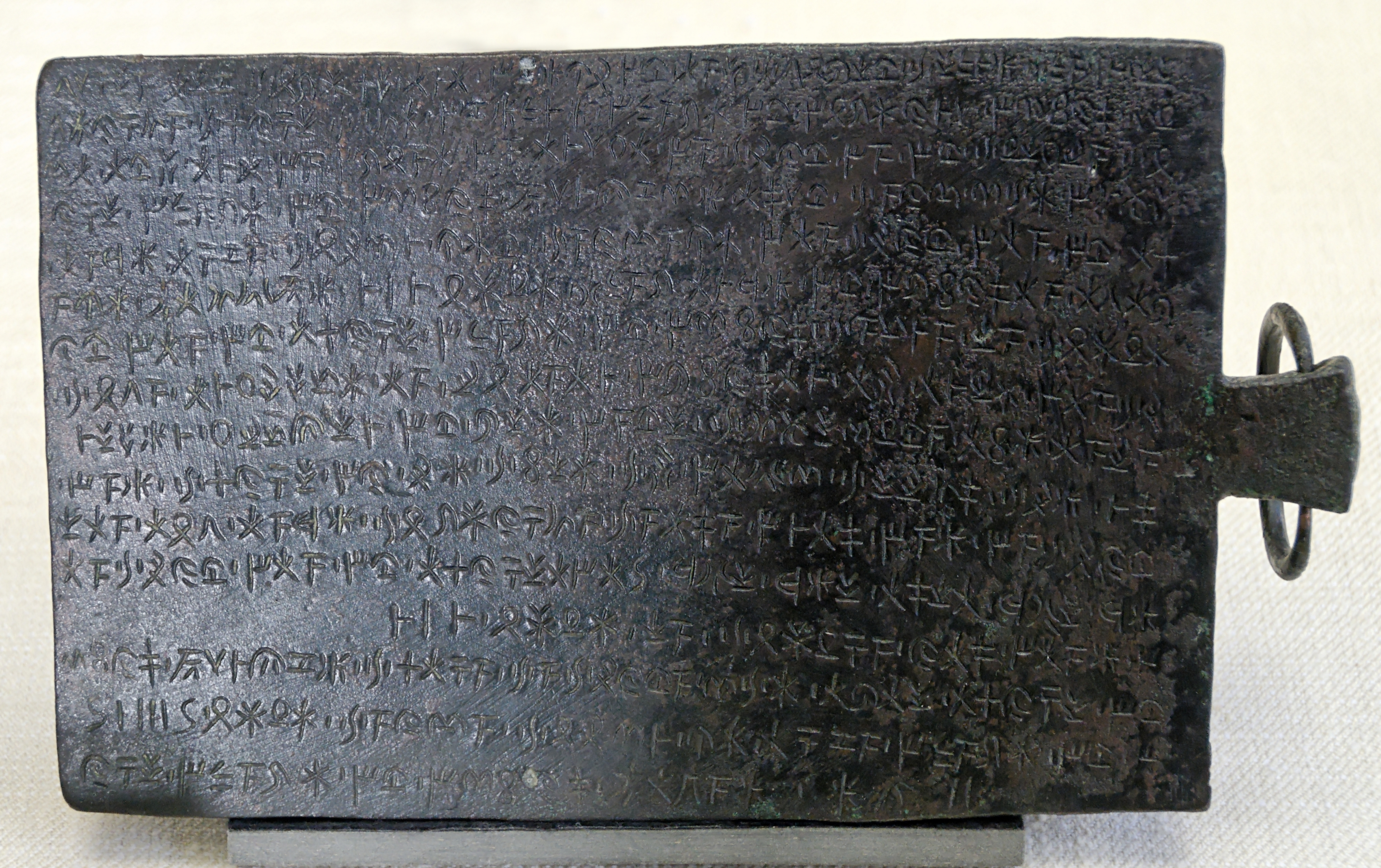
La tablette d'Idalion, recto.

La tablette d'Idalion est une plaque de bronze datant du Ve siècle av. J.-C., qui porte sur ses deux faces la plus longue inscription en syllabaire chypriote connue à ce jour. 
Trouvée à Dali, au centre de l'île de Chypre, vers 1850, elle est conservée au Cabinet des Médailles et des Antiques de la Bibliothèque nationale de France, sous la cote Bronze.2297.

## Description
Il s'agit d'une plaque de bronze de 21,4 cm de long sur 14 cm de large et d'une épaisseur de 4 à 6 mm.

## Histoire
Elle a été trouvée en 1850 par des paysans dans les ruines du temple d'Athéna sur l'acropole de l'ancienne Idalion, et achetée peu après par le duc de Luynes. Elle est entrée au Cabinet des Médailles avec l'ensemble de la collection du duc. Elle a été étudiée par Olivier Masson dans son ouvrage sur les Inscriptions Chypriotes Syllabiques (1961) comme ICS 217, désignation sous laquelle elle est aussi connue.
Un fac-similé de cette plaque a été produit en 2010, par moulage à la cire perdue à partir d'une numérisation en 3D, par le Centre Technique des Industries de la Fonderie, et déposé au musée local de Dali. L'ensemble du processus est documenté par une vidéo.

## Contenu
L'inscription comporte seize lignes au recto et quinze au verso. Elle est rédigée dans le dialecte grec chypriote.
Les lignes se lisent de droite à gauche. Elle contient le texte d'un décret du roi et de la cité d'Idalion attribuant des terres à un médecin, pour avoir soigné les blessés pendant le siège de la ville par les Perses, vers 450 av. J.C.